# Extreme
Gli Extreme sono un gruppo musicale hard rock statunitense, formatosi a Malden, Massachusetts nel 1985.
Tra le loro influenze troviamo Aerosmith, Led Zeppelin e Queen. La band partecipò al Freddie Mercury Tribute Concert nel 1992, dove suonò con Brian May. La band ha descritto la loro musica come funk metal nei primi anni, ma poi si sono evoluti alla metà degli anni novanta, unendo le influenze del rock classico con post-grunge e alternative rock.
Nel corso della loro carriera hanno venduto oltre 10 milioni di dischi in tutto il mondo.

## Storia del gruppo

### Primi anni (1985-1989)
Gli Extreme furono fondati nel 1985 dall'incontro tra il cantante Gary Cherone e il batterista Paul Geary, all'epoca nella band The Dream, con il chitarrista Nuno Bettencourt, che militava nei Sinful, e il bassista Pat Badger, all'epoca nella band In The Pink. Il nome della band deriva dalla storpiatura del nome della precedente band in cui militavano Cherone e Geary, da The Dream a Ex-Dream a Extreme.
Cherone e Bettencourt cominciarono a scrivere canzoni insieme e la band partecipò a molti spettacoli nell'area di Boston. Svilupparono gradualmente una forte fama nell'area e furono nominati nella categoria "Outstanding Hard Rock/Heavy Metal Act" per i Boston Music Awards nel 1986 e nel 1987.
Quando Bryan Huttenhower, direttore dell'etichetta A&M Records, li scritturò nel 1988, la band aveva accumulato parecchie canzoni. La band registrò il primo album omonimo, pubblicato nel 1989. Il primo singolo estratto fu Kid Ego, una canzone che Cherone, ammetterà poi, lo fece rabbrividire. L'ultima traccia dell'album, Play With Me, venne usata durante le scene di inseguimento nel film Bill & Ted's Excellent Adventure.

### Successo (1990-1993)
Le vendite del primo album furono sufficienti per supportare una seconda produzione. Michael Wagener, che aveva già lavorato con Dokken e White Lion, fu scelto per produrre l'album Extreme II: Pornograffitti nel 1990.
L'album, che fu il trampolino di lancio per le parti di chitarra di Bettencourt, era un misto di sonorità funk, pop e glam metal. Decadence Dance e Get the Funk Out furono pubblicati come singoli. Get the Funk Out raggiunse la posizione numero 19 nelle classifiche britanniche nel giugno 1991. Tuttavia, nessuno dei due singoli riscosse molto successo negli Stati Uniti e l'album uscì dalle classifiche. La casa discografia decise di inviare un terzo singolo ad alcune stazioni radio in Arizona.
La ballata acustica More Than Words entrò nella Billboard Hot 100 il 23 marzo 1991, alla posizione numero 81. Successivamente divenne un grande successo, grazie anche a un videoclip girato in bianco e nero che venne trasmesso insistentemente su MTV, fin quando il brano raggiunse il primo posto nella classifica dei singoli. Il singolo successivo, Hole Hearted, un'altra traccia acustica, riscosse molto successo, ottenendo la posizione numero 4 nella stessa classifica.
La band cominciò la registrazione del terzo album nel 1992. La partecipazione al Freddie Mercury Tribute Concert al Wembely Stadium di Londra, nell'aprile dello stesso anno, interruppe la sessione di registrazione, ma ampliò la fama del gruppo specialmente nel Regno Unito. Suonarono un medley acustico delle canzoni Love of My Life e More than Words, conquistando parecchi fan dei Queen. Durante il discorso di presentazione, Brian May disse:
III Sides to Every Story venne pubblicato il 22 settembre 1992. Il primo singolo fu Rest in Peace. Il videoclip per il brano fu ispirato da un cortometraggio della National Film Board of Canada, chiamato Neighbours. La band venne accusata di plagio, ma riuscirono a non essere accusati pubblicando una nuova versione del videoclip. L'album fu molto apprezzato da critica e fan, ma non ebbe lo stesso successo di vendita di Pornograffitti.

### L'arrivo di Mangini e la rottura (1994-1996)
Prima dell'esibizione della band al Donington's Monster of Rock nell'estate del 1994, Mike Mangini rimpiazzò Paul Geary alla batteria, perché quest'ultimo aveva lasciato il gruppo per iniziare una carriera nel lato finanziario dell'industria musicale, diventando un manager di successo.
Waiting for the Punchline, il primo album registrato con Mangini (solo in tre tracce, le altre erano state registrate da Geary prima dell'abbandono) venne pubblicato il 7 febbraio 1995. Furono pubblicati i singoli Hip Today, Unconditionally e Cynical, ma l'album vendette meno di III Sides to Every Story. Gli Extreme si sciolsero nel 1996 quando Nuno Bettencourt decise di andarsene per seguire una carriera solista.

### Dopo lo scioglimento (1997-2003)

#### Gary Cherone
Sotto raccomandazione di Ray Danniels, uno dei manager degli Extreme, nel 1996 Gary Cherone si unì ai Van Halen. Durante tutto l'anno, i fan dei Van Halen mal sopportarono gli abbandoni di Sammy Hagar, cantante della band dal 1985, e, prima di lui, di David Lee Roth, cantante dal 1974 al 1985. In questo periodo si inserì Cherone, che Eddie van Halen chiamò la sua "anima gemella musicale". Nel 1998 la band pubblicò Van Halen III.
Nel 1999, quando il secondo album dei Van Halen con Cherone venne rifiutato dalla Warner Bros. Records, Cherone lasciò la band. Fondò i Tribe of Judah, che pubblicarono un album, Exit Elvis nel 2002. Nel 2005 Cherone pubblicò un'EP intitolato Need I Say More.

#### Nuno Bettencourt
Nel 1997, Nuno Bettencourt pubblicò il suo primo album da solista intitolato Schizophonic. Nel 1998 fonda il gruppo Mourning Widows che pubblica un album omonimo lo stesso anno e un album nel 2000, intitolato Furnished Souls for Rent. A seguito dello scioglimento della band, pubblica un album con il project name "Population 1" nel 2002. Avendo scritturato nuovi membri per un tour decise di mantenere il nome Population 1 per il gruppo che pubblica un EP intitolato Sessions drom Room 4 nel 2004. Cambiarono il nome in DramaGods e registrarono l'album Love nel 2005. Nuno, insieme a Kevin Figuerado e Steve Ferlazzo, collaborò con Perry Farrell al progetto Satellite Party.

### Reunion

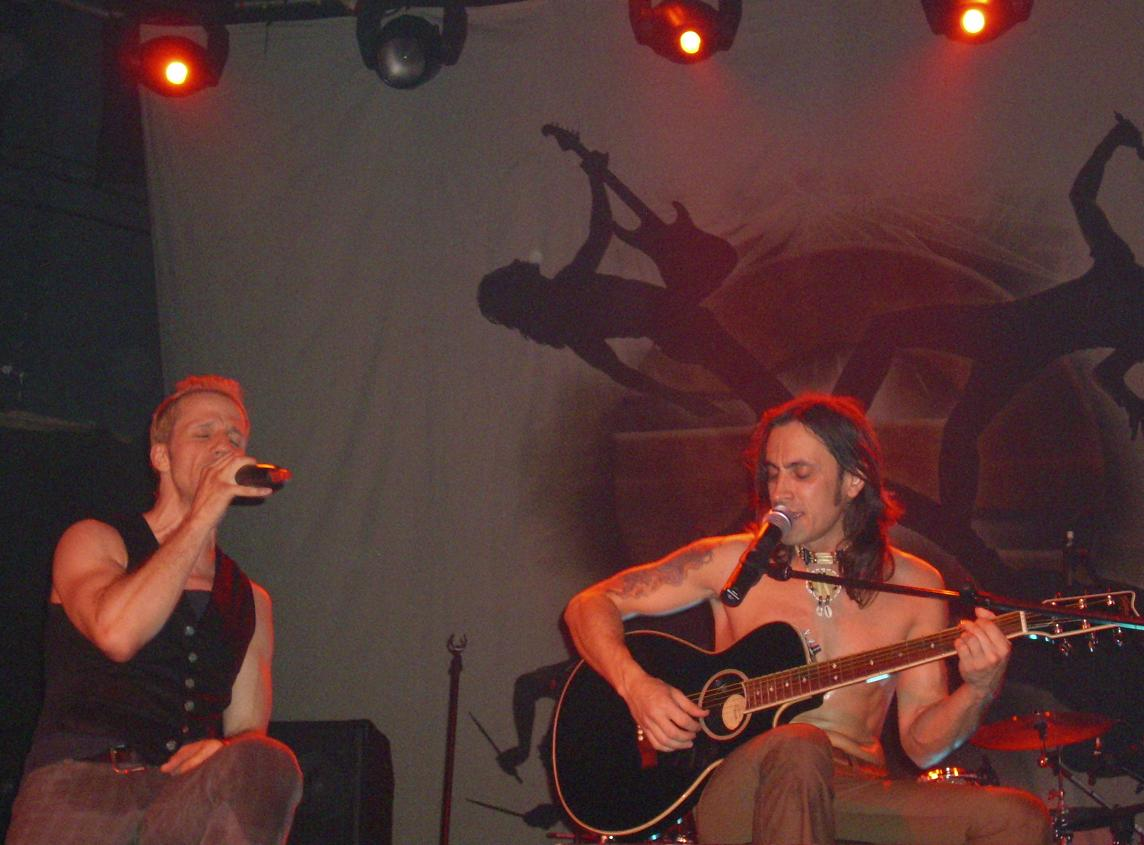
Gary Cherone e Nuno Bettencourt durante un concerto nel 2008

Gli Extreme si riunirono per un breve tour nel 2004, suonando nelle Azzorre, a Boston e in Giappone. In queste date suonò con la band il bassista Carl Restivo. Nel 2006 si riformò invece la formazione storica per un mini tour di tre date nel New England.
Nel 2007 Bettencourt sciolse i Satellite Party per una definitiva riunione degli Extreme con Gary Cherone e Pat Badger. Il 26 novembre 2007, la band annunciò un tour mondiale nell'estate del 2008 con i King's X e la data di uscita del loro nuovo album, Saudades de Rock, prodotto da Bettencourt. Il posto vacante di batterista viene assegnato a Kevin Figueiredo, già con Bettencourt nei DramaGods e nei Satellite Party. Paul Geary rimane in connessione alla band come manager. L'album viene pubblicato il 15 luglio in Europa e il 12 agosto negli Stati Uniti.
La band si impegnò quindi in un nuovo tour supportata dagli Hot Leg nel Regno Unito, con diverse date in Europa e Asia, durante tutto il 2008. Nel 2009 la band continuò a suonare dal vivo, condividendo con i Ratt l'"East Meets West Tour". La data finale di questo tour a Boston, loro città d'origine, fu registrata per la pubblicazione del primo CD live della band, col titolo Take Us Alive.
Gary Cherone dichiarò, in un'intervista nel 2010, che gli Extreme stavano scrivendo materiale per un nuovo album. La pubblicazione dell'album era previsto nel 2011. Gli impegni di Bettencourt come turnista per la popstar Rihanna fecero slittare al 2012 i piani del gruppo.
Nel 2010 comparvero alcune indiscrezioni circa un possibile show commemorativo per il ventesimo anniversario della registrazione di Extreme II: Pornograffitti. Nel 2012 sono state confermate alcune date iniziali di questo show in Giappone.
È stato annunciato un tour degli Extreme in Australia nell'aprile 2013, con Richie Kotzen a supporto della band. Il tour è stato in seguito annullato per problemi di compatibilità con il tour nordamericano di Rihanna. Gli Extreme ritornano in tour nel 2014, in occasione di alcuni concerti speciali in Europa e nel Regno Unito durante i quali viene eseguito per intero Pornograffiti più altre famose hit del gruppo.
Nel maggio 2015 Gary Cherone rivela che gli Extreme sono al lavoro per comporre il seguito di Saudades de Rock, e che la band entrerà in studio verso la fine dell'anno per iniziare le registrazioni del nuovo album. Nel settembre 2016 Nuno Bettencourt aggiunge che il gruppo sta lavorando su circa 17 brani, e che le registrazioni del disco dovrebbero concludersi entro il 2017. Dopo ulteriori ritardi, nel novembre 2018 Bettencourt conferma che il nuovo lavoro si trova nelle fasi finali di produzione, annunciando che si tratterà di brani leggermente più "duri" e "pesanti" rispetto alle sonorità classiche del gruppo, e che l'uscita è prevista per la primavera del 2019.
Dal 17 al 28 Febbraio del 2023 la band ha rilasciato quotidianamente delle anteprime dei nuovi brani. Il 1 Marzo 2023 è stato pubblicato il singolo "Rise" e il 9 giugno hanno pubblicato il nuovo album dal titolo Six.
Il 19 Aprile cono stati pubblicati i video ufficiali di "Banshee" e "#Rebel" sul canale Youtube della band.

## Formazione

### Formazione attuale
- Gary Cherone – voce (1985-1996, 2004-oggi)
- Nuno Bettencourt – chitarre, pianoforte, voce, cori (1985-1996, 2004-oggi)
- Pat Badger – basso, cori (1985-1996, 2006-oggi)
- Kevin Figueiredo – batteria (2007-oggi)

### Ex componenti
- Paul Geary – batteria (1985-1994, 2004-2006)
- Mike Mangini – batteria (1994-1996)
- Paul Mangone – basso (1985-1986)
- Peter Hunt – chitarra solista (1985)
- Hal Lebeaux – chitarra ritmica (1985)
- Carl Restivo – basso (2004)
- Laurent Duval – basso (2005)

## Discografia
- 1989 – Extreme
- 1990 – Extreme II: Pornograffitti
- 1992 – III Sides to Every Story
- 1995 – Waiting for the Punchline
- 2008 – Saudades de Rock
- 2023 - Six